# ゲーリーじいさんのチェス
『ゲーリーじいさんのチェス』（英: Geri's Game）は、1997年製作のアメリカ合衆国のコンピュータアニメーション映画。アメリカ合衆国では1998年11月25日、日本では1999年3月13日に公開された。同時上映は『バグズ・ライフ』。
監督・脚本はヤン・ピンカヴァが務めた。

## ストーリー
秋の公園で、老人のゲーリーが1人きりでチェスを指している。チェスボードの両サイドを行き来してチェスを指しており、黒を指すゲーリーと白を指すゲーリーとではペルソナが変わり、まるで別人のよう。
黒のゲーリーは次々に白の駒を取っていき、ついには白はキングを残すのみとなる。窮地に追い込まれた白のゲーリーが心臓を押さえて倒れてしまう。黒が慌てて、気を逸らしたすきに白はボードの向きをくるっと回す。

## 製作
ピクサーでは「第二世代の短編映画」と呼ばれるようになった最初の作品である。また、1989年に公開された『ニックナック』以来8年ぶりである。台詞は無く、主人公であるゲーリーじいさんがチェスの駒を置く際に発する気合いのような発声や笑い声のみである。この声はボブ・ピーターソンが務めている。
本作を製作するにあたって、監督のヤン・ピンカヴァが事前に出した要件に「人間を登場させること」があった。これは、人間の顔や手の表面の不規則さ、衣服のレンダリングといった分野の技術を進歩させる必要があったためである。本作が製作される時点では、人間の肌や髪の毛を満足にレンダリングすることが出来なかったため、ピクサー作品では人間は脇役でしか登場していない。

## トリビア
- 『トイ・ストーリー2』では、ゲーリーがおもちゃの修理屋として登場する。
- 一人でチェスを指していると言う設定であるが、途中で明らかに二人いる状況の描写がある。

## 賞歴
- 1997年 第70回アカデミー賞アカデミー短編アニメ賞受賞
- 1998年 アニー賞短編アニメ映画賞受賞